# Rustico (Gebäude)

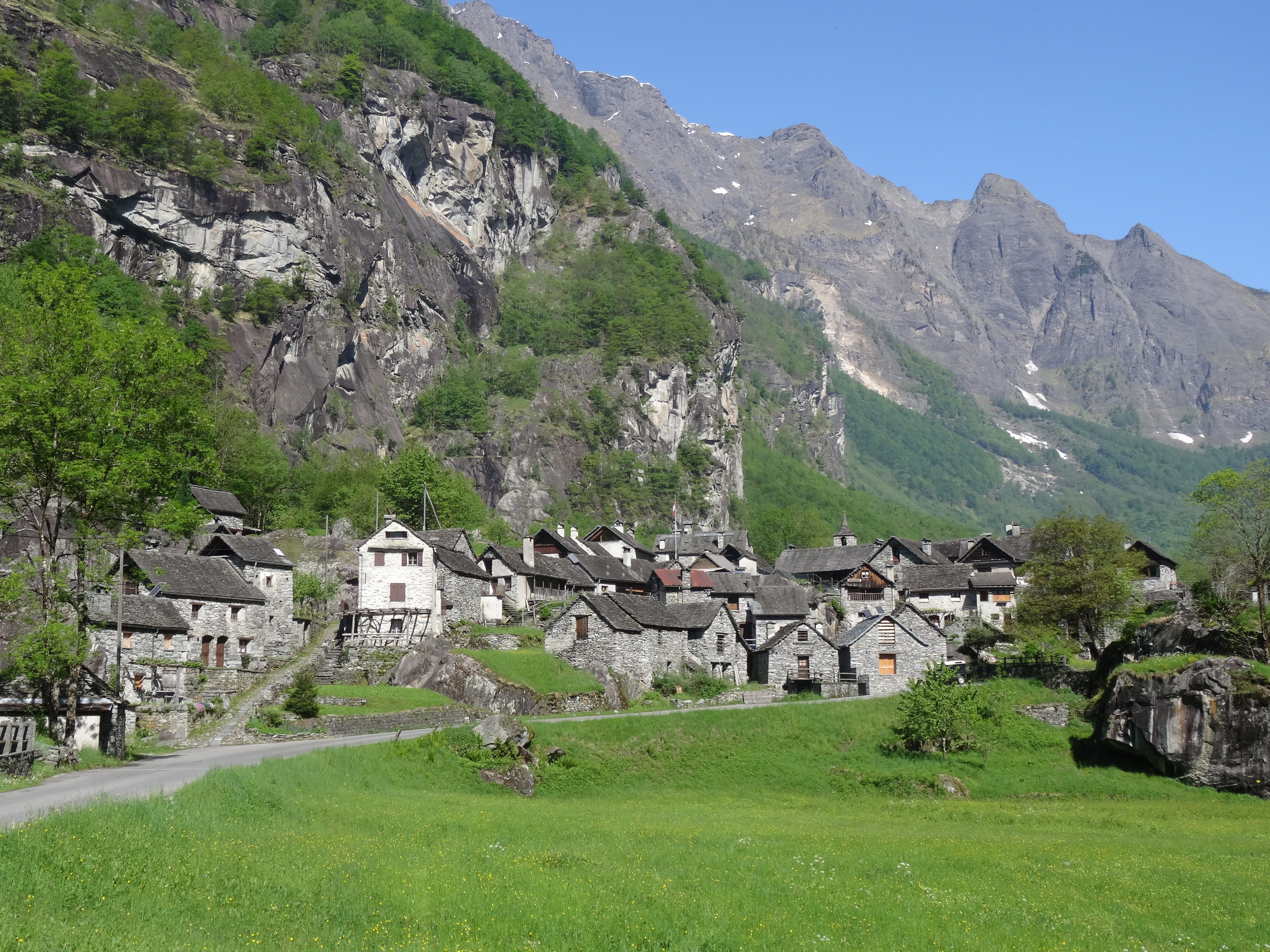
Rustico-Siedlung Sonlerto im Bavonatal

Ein Rustico ist ein Gebäude in traditioneller Bauweise, das in einigen Gegenden des Schweizer Kantons Tessin vorherrschend ist.
Kennzeichnend ist die Nutzung von Granitsteinen als Baumaterial für Wände und Dach. Die Granitsteine werden zumindest zum Innenraum hin mit Mörtel abgedichtet. Teils werden die Granitzwischenräume auch nach aussen hin mit Mörtel geschlossen, selten jedoch der Naturstein noch verputzt. Die Varianten sind vielfältig.

## Verbreitung
Generell wurden auf der Alpensüdseite Bauernhäuser in dieser Tradition gebaut, so auch im Bergell, südlichen Graubünden, dem Engadin und dem Puschlav.

## Nutzung

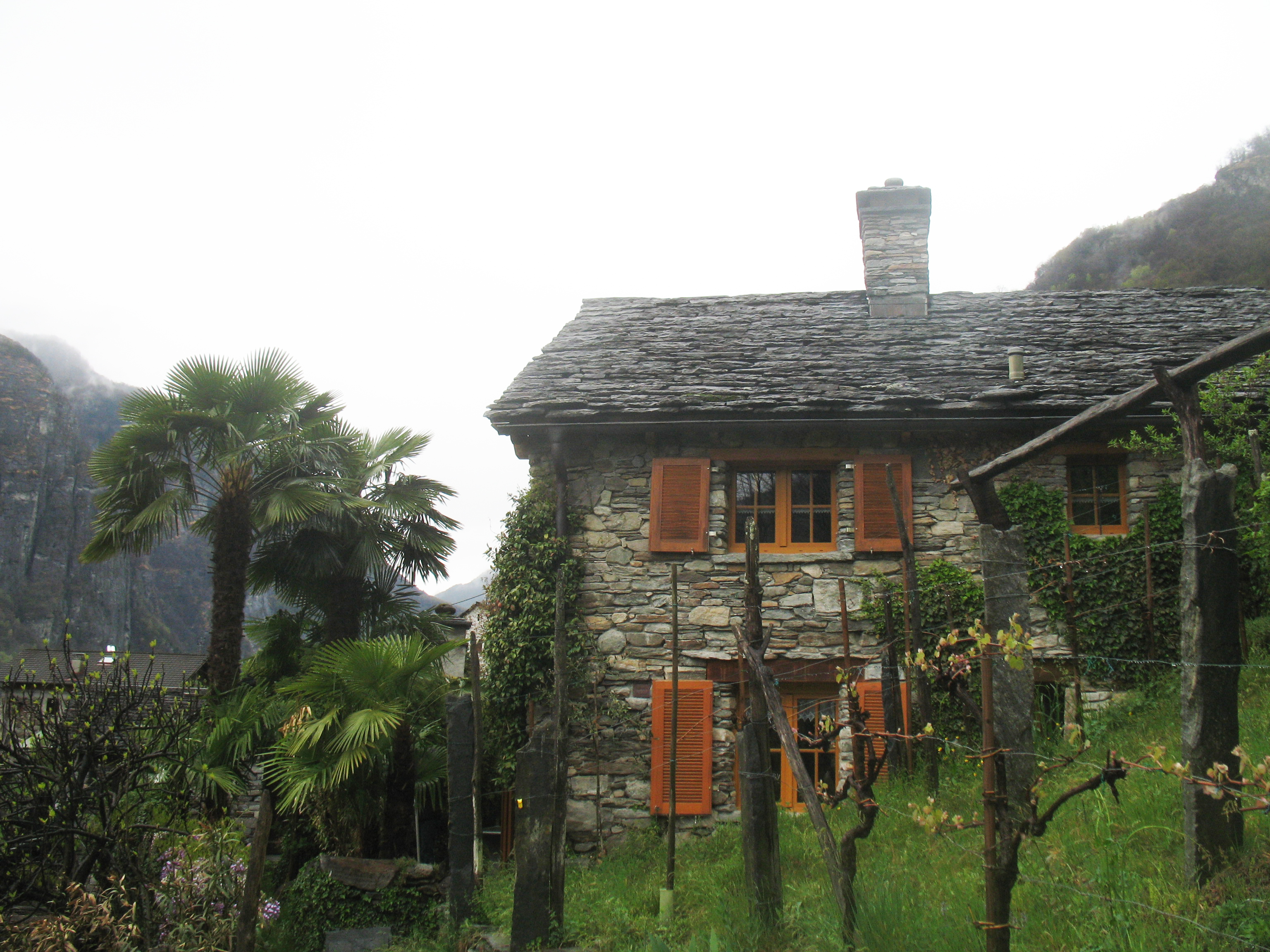
Rustico im Valle Maggia

Rustici wurden traditionell für landwirtschaftliche Zwecke genutzt, sind jedoch heute der Inbegriff für innen teils luxuriös ausgestattete Ferienwohnungen mit nach aussen unangetastetem Mauerwerk, die somit Tradition und Moderne verbinden. Diese Umnutzung zieht allerlei Kritik von Landschaftsschützern auf sich. Einer Schätzung zufolge gibt es im Kanton Tessin an die 2000 Rustici, welche juristisch anfechtbar ausserhalb von Bauzonen errichtet wurden. Auch die übliche Vermietung über den grauen Markt ohne Entrichtung von Kurtaxe verursacht Kontroversen. Eine zwangsweise Abführung der Taxe direkt durch Airbnb wird verhandelt. Anders als bei offiziellen Übernachtungsmöglichkeiten soll jedoch das Ticket für den öffentlichen Nahverkehr nicht in der Taxe inbegriffen sein.